# Idiomacromerus gallicola
Idiomacromerus gallicola is een vliesvleugelig insect uit de familie Torymidae. De wetenschappelijke naam is voor het eerst geldig gepubliceerd in 1952 door Risbec.